# أرتيكا ساري ديفي
أرتيكا ساري ديفي كوسمايادي (بالإندونيسية: Artika Sari Devi)‏ هي ممثلة إندونيسية. ولدت في 29 سبتمبر 1979 في بانغكال بينانغ، إندونيسيا.

## روابط خارجية
- أرتيكا ساري ديفي على موقع IMDb (الإنجليزية)
- أرتيكا ساري ديفي على موقع قاعدة بيانات الفيلم (الإنجليزية)